# Green Onions (album)
| Recensione                        | Giudizio    |
| --------------------------------- | ----------- |
| AllMusic                          | [ 4 ]       |
| The New Rolling Stone Album Guide | [ 5 ]       |
| Sputnikmusic                      | 3.6 (Great) |
| PopMatters                        | [ 7 ]       |

Green Onions è il primo album dei Booker T. & the M.G.'s, pubblicato dalla Stax Records nell'ottobre del 1962.

## Il disco
Il disco venne registrato tra il giugno e l'agosto del 1962 a Memphis, Tennessee (Stati Uniti).
Il primo album del gruppo si apre con il brano-guida del disco Green Onions (cipolle verdi). Il brano fu una casuale intuizione del tastierista Booker T. Jones quando, durante l'attesa per una sessione di registrazione in studio in cui doveva registrare il cantante Billy Lee Riley, fece un accordo di blues sulla tastiera dell'organo. A Jim Stewart, il supervisore di studio, il motivo piacque molto e insistette sul gruppo per perfezionarlo per poi pubblicarlo, inizialmente in formato singolo, conquistando la terza posizione della classifica Billboard Hot 100 (29 settembre 1962).
Mo' Onions (altro hit di classifica riservato ai singoli) e Behave Yourself, sono le altre composizioni originali firmate dai quattro membri del gruppo contenute nell'album, completamente strumentale.
Tra le cover spiccano I Got a Woman di Ray Charles, Twist and Shout, già un successo della The Isley Brothers e di lì a poco portato in trionfo dai The Beatles, Stranger on the Shore successo del clarinettista jazz britannico Acker Bilk e A Woman, a Lover, a Friend hit del cantante soul Jackie Wilson, in seguito riproposto (1965) in un suo album da Otis Redding, un'altra stella soul della Stax Records, di cui proprio la Booker T. & the M.G.'s fu il gruppo ufficiale in sala di registrazione.

## Tracce
Lato A
1. Green Onions – 2:45 (Booker T. Jones, Steve Cropper, Al Jackson, Lewis Steinberg) – Registrato nel giugno del 1962 a Memphis, Tennessee (Stati Uniti)
2. Rinky-Dink – 2:39 (David Clowney, Paul Winley) – Registrato il 27 agosto 1962 a Memphis, Tennessee (Stati Uniti)
3. I Got a Woman – 3:32 (Ray Charles) – Registrato il 27 agosto 1962 a Memphis, Tennessee (Stati Uniti)
4. Mo' Onions – 2:50 (Booker T. Jones, Steve Cropper, Al Jackson, Lewis Steinberg) – Registrato il 27 agosto 1962 a Memphis, Tennessee (Stati Uniti)
5. Twist and Shout – 2:09 (Bert Russell, Phil Medley) – Registrato il 27 agosto 1962 a Memphis, Tennessee (Stati Uniti)
6. Behave Yourself – 3:45 (Booker T. Jones, Steve Cropper, Al Jackson, Lewis Steinberg) – Registrato nel giugno del 1962 a Memphis, Tennessee (Stati Uniti)

Lato B
1. Stranger on the Shore – 2:18 (Robert Mellin, Acker Bilk) – Registrato il 27 agosto 1962 a Memphis, Tennessee (Stati Uniti)
2. Lonely Avenue – 3:25 (Doc Pomus) – Registrato il 27 agosto 1962 a Memphis, Tennessee (Stati Uniti)
3. One Who Really Loves You – 2:22 (William Robinson) – Registrato il 27 agosto 1962 a Memphis, Tennessee (Stati Uniti)
4. I Can't Sit Down – 2:46 (Dee Clark, Cornell Muldrow) – Registrato il 27 agosto 1962 a Memphis, Tennessee (Stati Uniti)
5. A Woman, a Lover, a Friend – 3:15 (Sid Wyche) – Registrato il 27 agosto 1962 a Memphis, Tennessee (Stati Uniti)
6. Comin' Home Baby – 3:09 (Ben Tucker) – Registrato il 27 agosto 1962 a Memphis, Tennessee (Stati Uniti)

Edizione CD del 2012, pubblicato dalla Stax Records (STX-33960-02)
1. Green Onions – 2:55 (Booker T. Jones, Steve Cropper, Al Jackson, Lewis Steinberg)
2. Rinky-Dink – 2:40 (David Clowney, Paul Winley)
3. I Got a Woman – 3:33 (Ray Charles, Renald Richard)
4. Mo' Onions – 2:54 (Booker T. Jones, Steve Cropper, Al Jackson, Lewis Steinberg)
5. Twist and Shout – 2:11 (Phil Medley, Bert Russell)
6. Behave Yourself – 3:57 (Booker T. Jones, Steve Cropper, Al Jackson, Lewis Steinberg)
7. Stranger on the Shore – 2:21 (Robert Mellin, Acker Bilk)
8. Lonely Avenue – 3:27 (Doc Pomus)
9. One Who Really Loves You – 2:24 (William Robinson)
10. Can't Sit Down – 2:50 (Cornell Muldrow, Dee Clark, Kal Mann)
11. A Woman, a Lover, a Friend – 2:33 (Sid Wyche)
12. Comin' Home Baby – 3:15 (Ben Tucker, Bob Dorough)
13. Green Onions (Live) – 3:44 (Booker T. Jones, Steve Cropper, Al Jackson, Lewis Steinberg) – Bonus Track
14. Can't Sit Down (Live) – 4:58 (Cornell Muldrow, Dee Clark, Kal Mann) – Bonus Track

Brani bonus: Green Onions (Live) e Can't Sit Down (Live), registrati dal vivo nell'agosto del 1965 al 5/4 Ballroom di Los Angeles, California.

## Musicisti
LP
- Booker T. Jones - organo
- Steve Cropper - chitarra
- Lewis Steinberg - basso
- Al Jackson Jr. - batteria[13][14]

Note aggiuntive
- Jim Stewart - supervisore, produttore
- Irving Schild - fotografia copertina album
- Haig Adishian - design copertina album
- Bob Altshuler - note retrocopertina album[15]

CD - tracce 13, 14
- Booker T. Jones - organo
- Steve Cropper - chitarra
- Donald Dunn - basso
- Al Jackson Jr. - batteria
- Charles Packy Axton - sax (brano: Can't Sit Down (Live))[12]